# Jorge Debravo
Jorge Delio Bravo Brenes, conocido como Jorge Debravo (Santa Cruz, Turrialba, 31 de enero de 1938 - San José, 4 de agosto de 1967) fue un poeta costarricense.

## Biografía
Jorge Debravo nació en el distrito de Santa Cruz, en el cantón de Turrialba, el 31 de enero de 1938. Creció en una familia de campesinos humildes, trabajando desde niño a medio tiempo para poder ayudar a su familia. Aun así desde muy temprana edad mostró mucho entusiasmo por el estudio. La historia narra sobre los primeros días del curso lectivo de 1952, cuando Joaquín Bravo se animó a llevar a su hijo de 14 años, Jorge Delio, ante la presencia de Teresita López de Albán, la joven directora y maestra de la Escuela Mixta de Santa Cruz de Turrialba. El jovencito había insistido mucho, y la educadora cartaginesa supo adivinar que aquel muchacho que nunca había ido a la escuela, pero que sabía leer y escribir autodidácticamente, era un diamante listo para pulir. Y ella lo pulió: lo ascendió por sus conocimientos a sexto grado, y después hasta gestionó una beca para que continuara los estudios secundarios.
Cursó la segunda enseñanza en el Instituto Clodomiro Picado. Circunstancias económicas lo obligaron a dejar los estudios y buscar trabajo en la Caja Costarricense del Seguro Social (C.C.S.S.), a los 17 años. Es por ese periodo que comienza a publicar en el periódico El Turrialbeño en compañía de varios jóvenes de su tierra (entre los que se contaba Laureano Albán y Marco Aguilar).
Tenía 21 años (1959) cuando se casó con Margarita Salazar. Ese mismo año fundó el Círculo de Poetas Turrialbeños. 
En 1960 y 1961 nacieron sus hijos Lucrecia y Raimundo, respectivamente. Ese año sus méritos como trabajador le permitieron ascender al puesto de inspector de la C.C.S.S. Dicho puesto requirió que primero se trasladara con su familia a San Isidro de El General y luego al Valle Central (Heredia y San José), donde fundó el Círculo de Poetas Costarricenses.
Todas estas actividades literarias vinieron a refrescar la literatura costarricense, dando paso a lo que algunos llaman Periodo de Vanguardia Literaria.
En 1965 termina, por fin, sus estudios de secundaria.
Estudió periodismo por correspondencia y otros estudios de manera autodidacta. Leía constantemente sus libros favoritos de autores como Pablo Neruda, Vallejo, Amado Nervo, Miguel Hernández, Bécquer y Whitman.

## Muerte
Jorge Debravo murió en San José, el 4 de agosto de 1967 a los 29 años de edad, cuando viajaba en su motocicleta por asuntos de trabajo. Se dice que fue un conductor ebrio quien lo atropelló. 
El 31 de enero, día del nacimiento de Jorge Debravo, fue decretado en Costa Rica como el Día Nacional de la Poesía por decreto ejecutivo N.º 25134-C del 25 de abril de 1996.

## Obra literaria
Su origen humilde le permitía acercarse a los trabajadores fácilmente en su puesto de inspector. De ahí que la poesía de Jorge Debravo se distinguió por una gran preocupación social, con varios tópicos recurrentes como la pobreza, la marginación y el armamentismo en el mundo. 
- Milagro abierto, 1959
- Vórtices (póstumo), 1959
- Bestiecillas plásticas, 1960
- Consejos para Cristo al comenzar el año, 1960
- Madrigalejos y madrigaloides (inédito), 1960
- Romancero Amargo (Inédito), 1960
- Nueve poemas a un pobre Amor muy humano (inédito), 1960
- Algunas Muertes y otras cosas recogidas en la tierra (inédito), 1961
- El grito más humano (inédito), 1961
- Devocionario del amor sexual, 1963
- Letras en tinta negra (inédito), 1963
- Poemas de Amor para leerlos en la noche (inédito), 1963
- Aquí también se sufre (inédito), 1964
- Poemas terrenales, 1964
- Digo, 1965
- Nosotros los hombres, 1966
- Canciones cotidianas (póstumo), 1967
- El canto absurdo (inédito), 1965
- Tierra Nuestra (inédito), 1965
- Canciones de Amor y Pan, (inédito), 1965
- Los nuevos ojos (inédito) 1966-1967
- Los Despiertos (póstumo), 1972
- Guerrilleros (póstumo), 1987
- Hombre (1966)

## Homenajes
- Homenaje a Jorge Debravo. Ministerio de Cultura, Juventud y Deportes Costa Rica. Música, composición y dirección: Benjamín Gutiérrez Sáenz, Orquesta de Cámara del Conservatorio Nacional. Formato: Álbum LP  Formato Stereo, Vinyl. Publicado 28 Nov 1971. Género: Clásico.

- Birlocha Literaria, Orotina 2020 dedicada al poeta Jorge Debravo (https://www.diariosigloxxi.com/texto-diario/mostrar/2187482/birlocha-literaria-2020-dedicada-poeta-jorge-debravo)